# Sanni Orasmaa
Sanni Orasmaa (* 12. Oktober 1972 in Helsinki) ist eine finnische Jazzmusikerin (Gesang, Songwriting) und Schauspielerin.

## Leben und Wirken
Orasmaa sang bereits mit fünf Jahren im Chor und begann im Alter von sechs Jahren mit klassischem Klavierunterricht. Ihr Großonkel, der traditionelle finnische Volksmusik sammelte und komponierte, inspirierte sie und gab ihr Material, mit dem sie arbeiten konnte. Sie arbeitete zunächst als Solistin von Tanzbands und Chören. Ihren ersten internationalen Soloauftritt hatte sie im Alter von siebzehn Jahren bei einem Jazzfestival in Litauen. Orasmaa studierte am Pop & Jazz Konservatorio von Helsinki im Hauptfach Gesang und setzte 1996 ihr Studium an der Universität für Musik und darstellende Kunst Graz bei Mark Murphy, Jay Clayton und Sheila Jordan fort (Master 2000).
Bereits während des Studiums trat Orasmaa sowohl als Solistin als auch mit ihrem Trio Saaga international auf. Auch wurde sie vom Jazz Smithsonian des PRI in der von Al Jarreau moderierten Dokumentationsreihe The Jazz Singers vorgestellt. Mika Pohjola holte sie 2005 zur Aufnahme seines Albums Scandinavian Yuletide Voices (an dem auch Rigmor Gustafsson, Theo Bleckmann und Lisa Werlinder beteiligt sind).
2010 entstand ihr Album Laulun Lapsi: Child of Song. Mit ihrem SloMotive Trio, zu dem neben ihr der Schlagzeuger Abdissa Assefa und der Keyboarder Kari Ikonen gehören, hat sie das gleichnamige Album veröffentlicht und 2012 vorgestellt. Orasmaa hat nicht nur ihr eigenes Material gesungen, sondern auch aktiv an Film-, Musical- und Radioproduktionen in Europa und den Vereinigten Staaten mitgewirkt. Sie arbeitete auch im Trio mit Charlie Hunter und Bobby Previte sowie mit Kirk Nurocks Cross-Species-Ensemble und war an der Aufführung der Jazzoper Magic of a Flute von George Gruntz beteiligt. Mit Tino Derado, Gregor und Veit Hübner legte sie 2018 ihr Album Seasons vor. Drei Jahre arbeitete sie mit Dieter Dorn am Residenztheater München; dort führte sie auch ihr Ein-Personen-Stück Alkestis auf.
Orasmaa unterrichtete zwischen 2001 und 2007 als Hochschullehrerin am Brooklyn Conservatory of Music. Von 2007 bis 2014 hatte sie die Position der leitenden Gesangslehrerin am Pop & Jazz Konservatorio inne, der Tätigkeiten an der Universität Tampere und der Universität der Künste Helsinki folgten. Seit 2008 ist sie als Dozentin an der Hochschule für Musik und Theater München beschäftigt.

## Preise und Auszeichnungen
Orasma gewann noch während des Studiums 2000 den Betty Carter's Jazz Ahead, der zu Konzerten im Kennedy-Center in Washington und einem Auftritt im National Public Radio führte. Weiterhin ist sie
Preisträgerin des Künstlerstipendiums der American Scandinavian Society 2005 und des Künstlerstipendiums des Arts Council of Finland 2006.